# Ronald de la Rosa

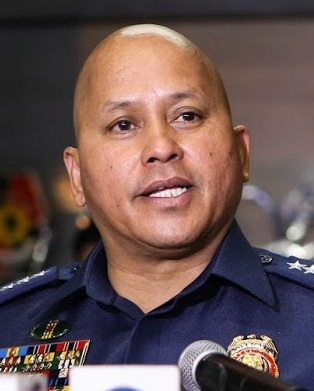
Ronald de la Rosa

Ronald de la Rosa (* 21. Januar 1962) ist ein ehemaliger Polizeipräsident der philippinischen Polizei und seit dem 30. Juni 2019 Mitglied des philippinischen Senats.